# 托特里奇
托特里奇（Totteridge）是一個古英格蘭村莊，現在是巴內特倫敦自治市的一部分，位於英格蘭北倫敦，查令十字西北8.2英里（13.05公里處）。1901年時，這裡有人口844人。1951年時增加到4,500人。

## 外部連結
- Totteridge Residents' Association （页面存档备份，存于）